# Jöran Knutsson Posse
Jöran Knutsson Posse, född 14 januari 1556 på ätten Posses sätesgård Såtenäs i Västergötland, död 8 mars 1616 i Danzig, var en svensk rådsherre. Han var son till Knut Axelsson Posse och Ebba Göransdotter Örnflycht.
Han ligger begravd i den protestantiska Mariakyrkan i Gdansk.
Jöran var gift med Elisabeth Gabrielsdotter Oxenstierna som dog tidigt. De fick två söner.
1. Gabriel (1590–1631)
2. Knut (1592–1664)

## Karriär
Jöran Knutsson Posse blev 1582 ryttmästare vid Westgöta hofmän och 1590 riksråd.
Jöran (stavningen Göran förekommer), även kallad Långe Jöran, spelade en mycket aktiv rådsroll i Johan III:s regering. Han hade många administrativa uppdrag. Han hade under lång tid goda relationer med hertig Karl men dessa försämrades successivt efter att Jöran stödde Sigismund då denne tillträdde som Sveriges kung. Jöran tvingades som många andra rådsherrar fly Sverige. Han flydde till Polen där han under lång tid ställde sina tjänster till Sigismunds förfogande och återvände till Sverige 1598 tillsammans med Sigismund då denne landsteg i Kalmar. Efter Sigismunds nederlag vid slaget vid Stångebro tillfångatogs han.
Jöran dömdes som skyldig till högförräderi vid den efterföljande rättegången i Linköping i mars 1600, men undgick dödsstraff utan dömdes till fängelse, se Linköpings blodbad. Han satt fängslad fram till 1603 då han frigavs efter bön från den finska adeln.
Jöran uppges därefter ha arbetat en del med hertig Karl men smidde planer som i samband med ett besök i Kalmar, tillsammans med hertig Karl hösten 1603, uppdagades och Jöran fick fly till häst. Flykten gick via Danmark till Polen.
Han tillhörde efter flykten till Polen makteliten kring Sigismund och framstod som en verklig konspiratör för att få till en allians mellan Polen och Sverige. Han blev också ledare för den grupp svenska adelsmän som levde i Polen efter hertig Karls kampanj mot dem. Sonen Gabriel Knutsson Posse förde mycket av hans arbete vidare.

## Egendomar
Jöran ägde sätesgården Hällekis säteri men övertog också godset Hammarskog i Uppland som tidigare hade ägts av Christiern Gabrielsson Oxenstierna, vars dotter gifte sig med Jörans bror Axel Knutsson Posse. Hällekis blev indraget till kronan efter att Jöran blev förklarad landsförrädare. Godset återlämnades då sonen Knut Posse af Hedensund återvände till Sverige från Polen.